# 阿梅代奥·波米利奥
阿梅代奥·波米利奥（義大利語：Amedeo Pomilio，1967年2月11日—），意大利前男子水球运动员。他曾代表意大利国家队参加1992年、1996年和2000年夏季奥林匹克运动会水球比赛，共收获一枚金牌和一枚铜牌。